# Classic Nuts, Vol. 1
Albums de The Beatnuts
Beatnuts Forever
(2001) The Originators
(2002)
Singles
1. We Got the Funk
Sortie : 19 mars 2002

Classic Nuts, Vol. 1 est une compilation des Beatnuts, sortie le 19 février 2002.
L'album comprend deux titres inédits : We Got the Funk et However Whenever (You Want It).

## Liste des titres
| No  | Titre                                                                                | Album original             | Durée |
| --- | ------------------------------------------------------------------------------------ | -------------------------- | ----- |
| 1.  | World Famous                                                                         | Stone Crazy                | 4:25  |
| 2.  | Watch Out Now (featuring Yellaklaw)                                                  | A Musical Massacre         | 2:53  |
| 3.  | No Escapin' This (Alternate Vocal Version) (featuring Greg Nice et Claudette Sierra) | Take It or Squeeze It      | 3:54  |
| 4.  | Off the Books (featuring Big Pun et Cuban Link)                                      | Stone Crazy                | 3:33  |
| 5.  | Get Funky                                                                            | The Beatnuts: Street Level | 3:01  |
| 6.  | Props Over Here (featuring Lenny Underwood)                                          | The Beatnuts: Street Level | 3:56  |
| 7.  | Beatnuts Forever (featuring Triple Seis et Marlon Manson)                            | A Musical Massacre         | 3:11  |
| 8.  | Se Acabo (Remix) (featuring Method Man)                                              | Take It or Squeeze It      | 3:28  |
| 9.  | Turn It Out (featuring Greg Nice)                                                    | A Musical Massacre         | 4:33  |
| 10. | Reign of the Tec                                                                     | Intoxicated Demons: The EP | 3:20  |
| 11. | However Whenever (You Want It) (featuring Al' Tariq)                                 | Inédit                     | 3:00  |
| 12. | We Got the Funk (featuring Mellanie)                                                 | Inédit                     | 3:17  |